# Parafia Ewangelicko-Reformowana w Żychlinie
Parafia ewangelicko-reformowana w Żychlinie – zbór ewangelicko-reformowany działający w Żychlinie. W 2018 liczył około 50 wiernych.

## Historia
Jest to najstarsza parafia ewangelicko-reformowana w Polsce, funkcjonująca do dziś. Jej początki należy wiązać z ufundowaniem przez Piotra i Katarzynę Żychlińskich w 1610 r. drewnianego kościoła. W połowie XVIII w. dobra żychlińskie przeszły w posiadanie rodziny Bronikowskich, którzy stali się nowymi patronami zboru. Za ich czasów i w I połowie XIX w. zostały zbudowane wszystkie istniejące do dziś nieruchomości parafialne. W l. 1821-1822 wzniesiono nowy, murowany budynek kościoła oraz plebanię i dzwonnicę.  Założono także nowy cmentarz ewangelicki.
Znajduje się tutaj zwarty, zabytkowy zespół architektoniczny, składający się z kościoła, dzwonnicy, cmentarza, plebanii i mauzoleum.

## Duchowni[2][3][4]
- 1623-1632? Tobiasz Pubkiewicz (Pupkiewiez)
- 1632-1633 Maciej Ambroski (Ambroscius) (1600-1646)
- 1633-1634 Tobiasz Pubkiewicz, ponownie
- 1634-1638? Szymon Orlicz (Akwila, Symeon Aquila)?
- 1638-1641 Maciej (Mateusz) Sereniusz Chodowiecki (1583-1641)
- 1641-1642 Jakub Gembicki (Gembicius) (-1645)
- 1643-1644 Jan Sereniusz Chodowiecki (1610-1675)
- 1645-1649 Tobiasz Pubkiewicz (-1649), po raz trzeci.
- 1649-1650 Paweł Erast (Erastus) (-1650)
- 1650-1656 Daniel Cefas (Cephas) (-1657?)
- 1665-1670 Paweł Oniasz
- 1673-1680 Andrzej Sitkowski (Sitcovius) (-ok. 1680)
- 1680-1681? Krzysztof Bytner (Bythner, Bitner)
- 1681?-1685? Andrzej Zugehor (Cugier, Attinentius) (zm. 1699)
- 1685?-1698 Jan Zugehor (Cugier) (-1698)
- 1699-1701 Krystian Gerson Tobian (-1710)
- 1701-1727 Paweł Cassius (Kasjusz, Kassyusz) (1667-1727)
- 1727-1736 Bogusław Mikołajewski (-1736)
- 1736-1769 Joachim Samuel Majewski (zamordowany 1769)
- 1769-1775 Chrystian Teofil Cassius (1740-1813) jako diakon
- 1778-1789? Salomon Jakub Kaluski (ok. 1750-) jako diakon
- 1789-1815 Jan Beniamin Borneman (1763-1828)
- 1815-1867 Jan Jakub Scholtz (1789-1868)
- 1868-1883 Karol Henkel (1841-1915)
- 1884-1888 August Diehl (1837-1908), dojeżdżający z Warszawy
- 1888-1905 Władysław Semadeni (1865-1930)
- 1905-1910 Stefan Skierski (1873-1948), dojeżdżający z Zelowa
- 1910-1918 Kazimierz Szefer (1861-1939), dojeżdżający z Sielca
- 1918-1922 Stefan Skierski, dojeżdżający z Warszawy
- 1923-1928 Kazimierz Ostachiewicz (1883-1952)
- 1928-1929 Wilhelm Fibich (1887-po 1954), dojeżdżający z Zelowa
- 1929-1932 Ludwik Zaunar (1896-1945), dojeżdżający z Łodzi
- 1932-1934 Emil Jelinek (1905-1979), dojeżdżający z Warszawy
- 1934-1936 Kazimierz Ostachiewicz, dojeżdżający z Warszawy
- 1936-1939 Emil Jelinek, dojeżdżający z Warszawy
- 1991-1998 Roman Lipiński (1946-)
- 1998 – Tadeusz Jelinek (1966-)

## Lapidarium
Na terenie przykościelnym w latach 1985-1991 zostało urządzone lapidarium, w którym zgromadzono prawie 70 nagrobków i płyt epitafijnych. Najstarsza płyta nagrobna pochodzi z dawnego cmentarza ewangelickiego w Łagiewnikach koło Gniezna, z miejsca pochówku kalwinisty o nazwisku Latalski, zmarłego w 1565 r. Wśród zgromadzonych zabytków znajdują się również płyty upamiętniające m.in. Szkotów. Szkockie płyty pochodzą z ewangelickiego kościoła w Wielkanocy koło Miechowa. Po upadku zboru w Wielkanocy znajdujące się tam nagrobki i epitafia przewieziono do zboru kalwińskiego w Sielcu koło Staszowa, gdzie w latach 60. XX wieku zostały zdewastowane. Uratowane pozostałości przewieziono do Żychlina. Epitafia Szkotów są cennymi zabytkami upamiętniającymi szkocką imigrację. Na każdej płycie epitafijnej wyryty jest herb zmarłej osoby, który – jak wszystkie pozostałe – znajduje się w „Public Register of All Arms and Bearings in Scotland”, czyli w spisie oficjalnie zatwierdzonych herbów szkockich.